# Мастара
Мастара (арм. Մաստարա) — село в Арагацотнской области Армении.

## География
Село расположено в западной части марза, на расстоянии 56 километров к северо-западу от города Аштарак, административного центра области. Абсолютная высота — 1750 метров над уровнем моря.
Климат
Климат характеризуется как умеренно холодный, влажный (Dfb в классификации климатов Кёппена). Среднегодовая температура воздуха составляет 6 °C. Средняя температура самого холодного месяца (января) составляет −8,3 °С, самого жаркого месяца (августа) — 18,6 °С. Расчётная многолетняя норма атмосферных осадков — 455 мм. Наибольшее количество осадков выпадает в мае (80 мм).

## Население
| Год переписи | Население          | Население          | Население          | Население            | Население            | Население            |
| Год переписи | Наличное население | Наличное население | Наличное население | Постоянное население | Постоянное население | Постоянное население |
| Год переписи | Всего              | Мужчины            | Женщины            | Всего                | Мужчины              | Женщины              |
| ------------ | ------------------ | ------------------ | ------------------ | -------------------- | -------------------- | -------------------- |
| 2001         | 2225               | 1042               | 1183               | 2571                 | 1303                 | 1268                 |
| 2011         | 2197               | 1036               | 1161               | 2433                 | 1220                 | 1213                 |